# 나인 네트워크
나인 네트워크(Nine Network)는 시드니에 본사를 둔 오스트레일리아의 민간 텔레비전 네트워크이다. 호주의 주요 미디어 기업 PBL (Publishing & Broadcasting Limited)의 한 종류이다.

## 역사
- 1956년: 시드니(TCN), 멜버른(GTV) 방송국 개국.
- 1959년: 브리즈번(QTQ), 애들레이드(NWS) 방송국 개국.
- 1979년: 퍼스의 STW 방송국[1]이 나인 네트워크에 가맹.
- 1980년대 후반: 다윈 지역국 NTD를 인수, 계열화
- 1989년: WIN[2]과 네트워크 협정 체결.
- 1990년: NBN[3]과 네트워크 협정 체결..
- 1992년: Television Victoria[4]와 네트워크 협정 체결.
- 1994년: TasTV[5]와 네트워크 협정 체결.
- 2001년: HD 방송 개시.
- 2009년: Go!(지금의 9Go!) 개국.
- 2010년 9월 26일: HD 방송이던 9HD의 자리에 GEM(지금의 9Gem)[6] 개국.
- 2015년 11월 26일: 9Life 개국.
- 2016년 7월 1일: WIN과 네트워크 협정 해지, 서던크로스[7]와 네트워크 협정 체결.[8]
- 2020년 4월 5일: 9Rush 개국.
- 2021년 7월 1일: 서던크로스[9]와 네트워크 협정 해지, WIN[10]과 네트워크 협정 체결